# Монойодтирозин
Монойодтирозин — це продукт йодизації амінокислоти тирозину, що розташований на мета- позиції фенольного кільця тиреоглобуліну в присутності тиреопероксидази.

## Фізіологічне значення
Монойодтирозин є одним з попередників гормону трийодтироніну щитоподібної залози, в формуванні якого бере участь одна молекула монойодтирозину та одна молекула дийодтирозину. В формуванні тироксину беруть участь лише молекули дийодтироніну.